# Jonas Knutsson

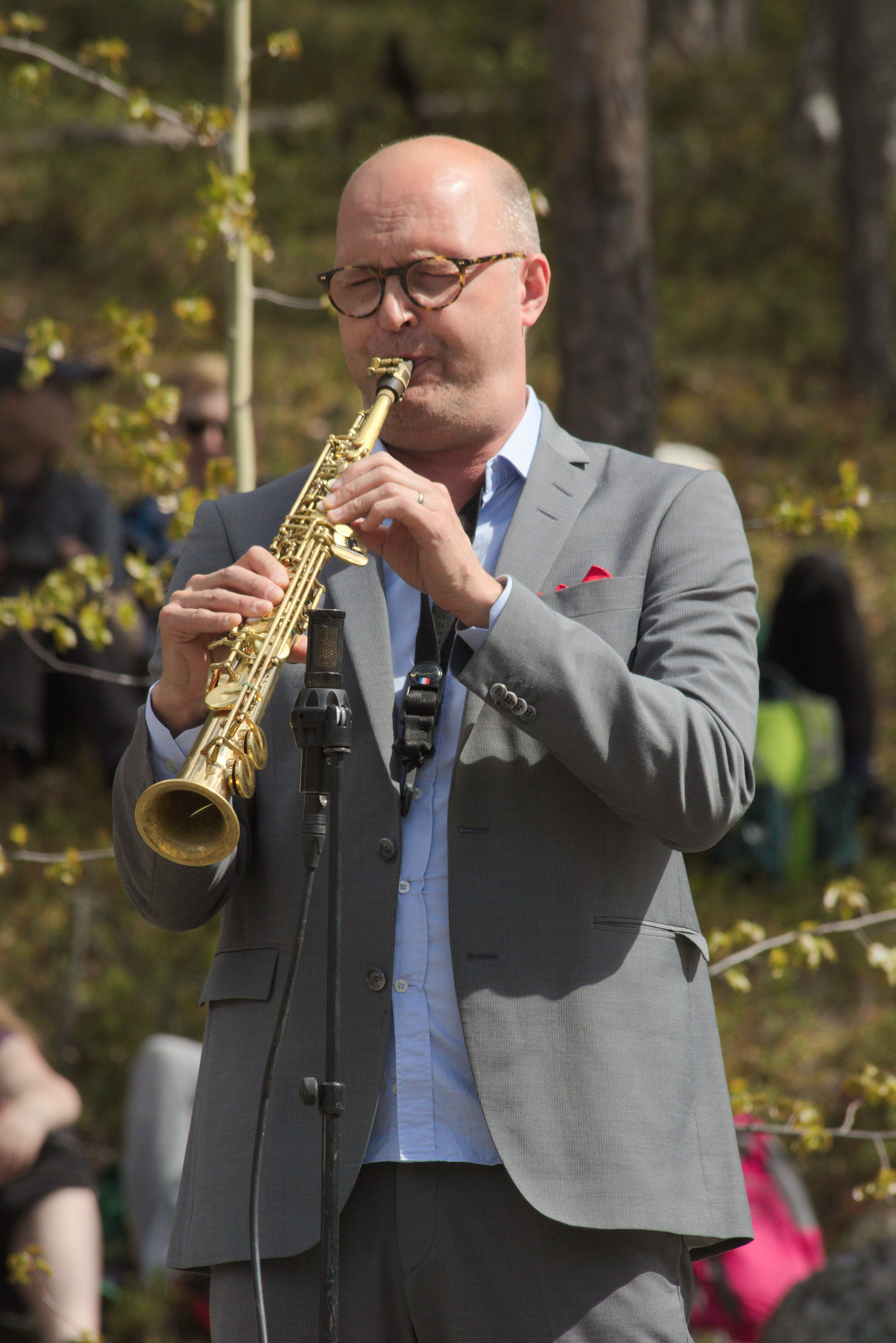
Jonas Knutsson (2017)

Jonas Knutsson (* 26. Juni 1965 in Umeå) ist ein schwedischer Jazzmusiker (Sopranino-, Sopran-, Alt- und Baritonsaxophon, Komposition).

## Wirken
Knutsson, der mit dem jährlichen Umeå Jazz Festival aufwuchs, begann zunächst in der örtlichen Blaskapelle Altsaxophon zu spielen. Dann wurde er Mitglied der Jazzrockband Cabazz. Daneben beschäftigte er sich mit dem traditionellen samischen Joiken.
Seit seinem Umzug nach Stockholm 1983 integriert Knutsson in sein Spiel Elemente der schwedischen Volksmusik, der afrikanischen und der klassischen Musik. Er arbeitete mit den Ensembles Cabazz, Mynta, Elise Einarsdotter Ensemble, Enteli, Nordan, Encore, Triptyk, Larbre Voyage, der Stockholm Folk Big Band, dem Hodos Quartet (Olivier Cahours), Turbulent Silence (Bertrand Renaudin), Paavo und Gushpanka. Außerdem arbeitet er mit eigenen Bands, wie der Formation Norrland mit Johan Norberg, mit Berger Knutsson Spering und der Band Horn Please. Seine Alben mit Norrland erschienen auf dem deutschen ACT-Label. Mit Nils Landgren war er mehrfach auf Deutschlandtournee.
Knutsson betätigte sich außerdem als Komponist von Werken für Streichquartett, Saxophon-Ensembles, wie „Fanfar“ (2002) für 20 Saxophone und 10 Schlagwerke. 2003 schrieb er „Almost Music“, ein Saxophonkonzert für Sopransaxophon und Kammerorchester; 2006 folgte „Almost Crescendo“ für Jazzquartett, Symphonieorchester und Chor.
Im März 2019 wurde ihm der Kulturpreis des Kungliga Skytteanska Samfundet verliehen.

## Diskografische Hinweise
- Flower in the Sky (ACT, 1994)
- Malgomaj (Atrium, 1997)
- Norrland (ACT, 2004, mit Johan Norberg)
- Cow Cow: Norrland II (ACT, 2005, mit Johan Norberg)
- Skarren: Norrland III (ACT, 2008, mit Johan Norberg)
- A Remark You Made – Memories of Joe Zawinul (Touché, 2008)
- Blåslåtar (Country & Eastern 2010)
- Thomas Tidholm & Jonas Knutsson: Orsa by Night (Country & Eastern 2015)